# Riedersteinkapelle

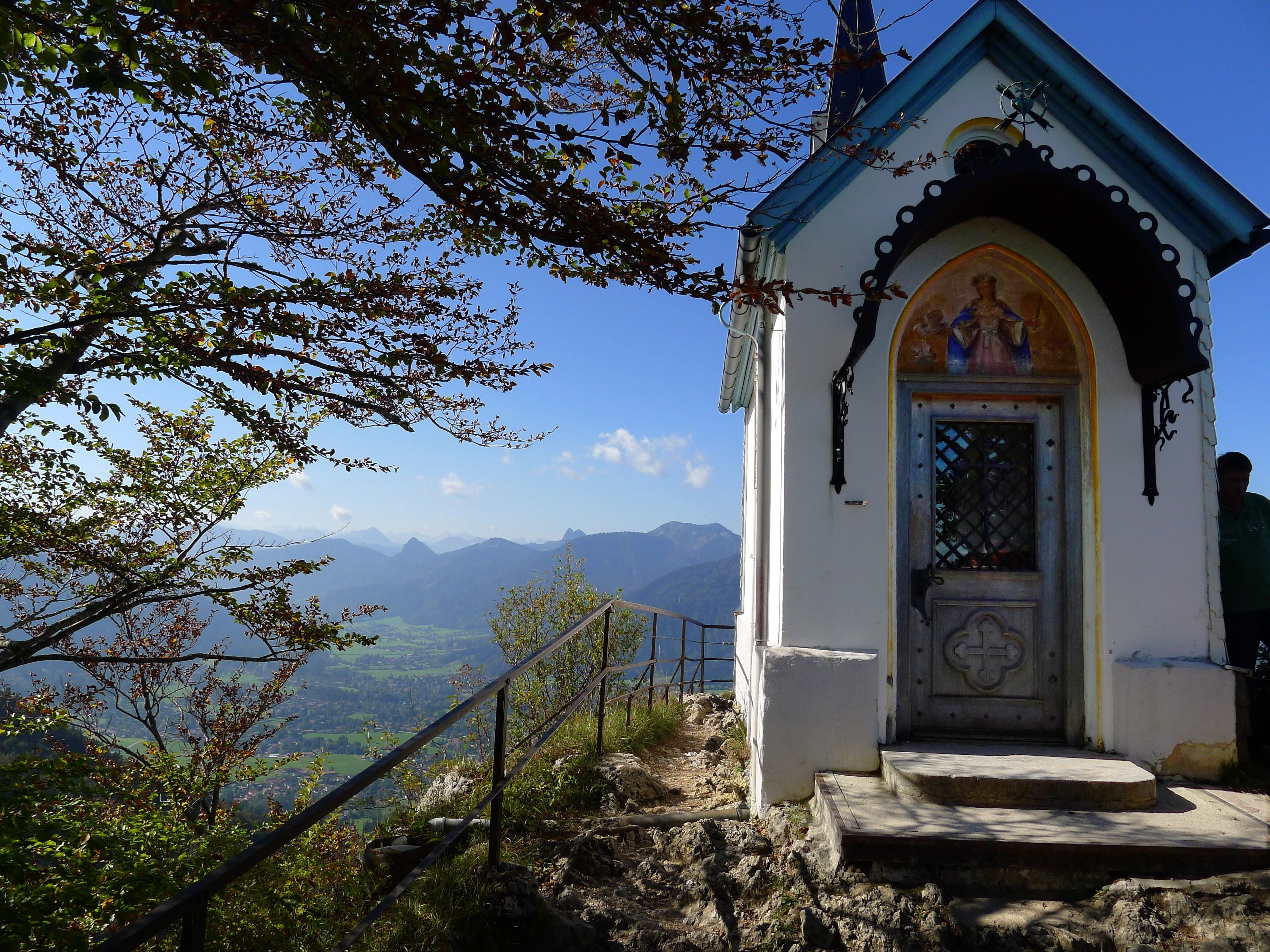
Die Riedersteinkapelle mit Blick ins Tal der Weissach

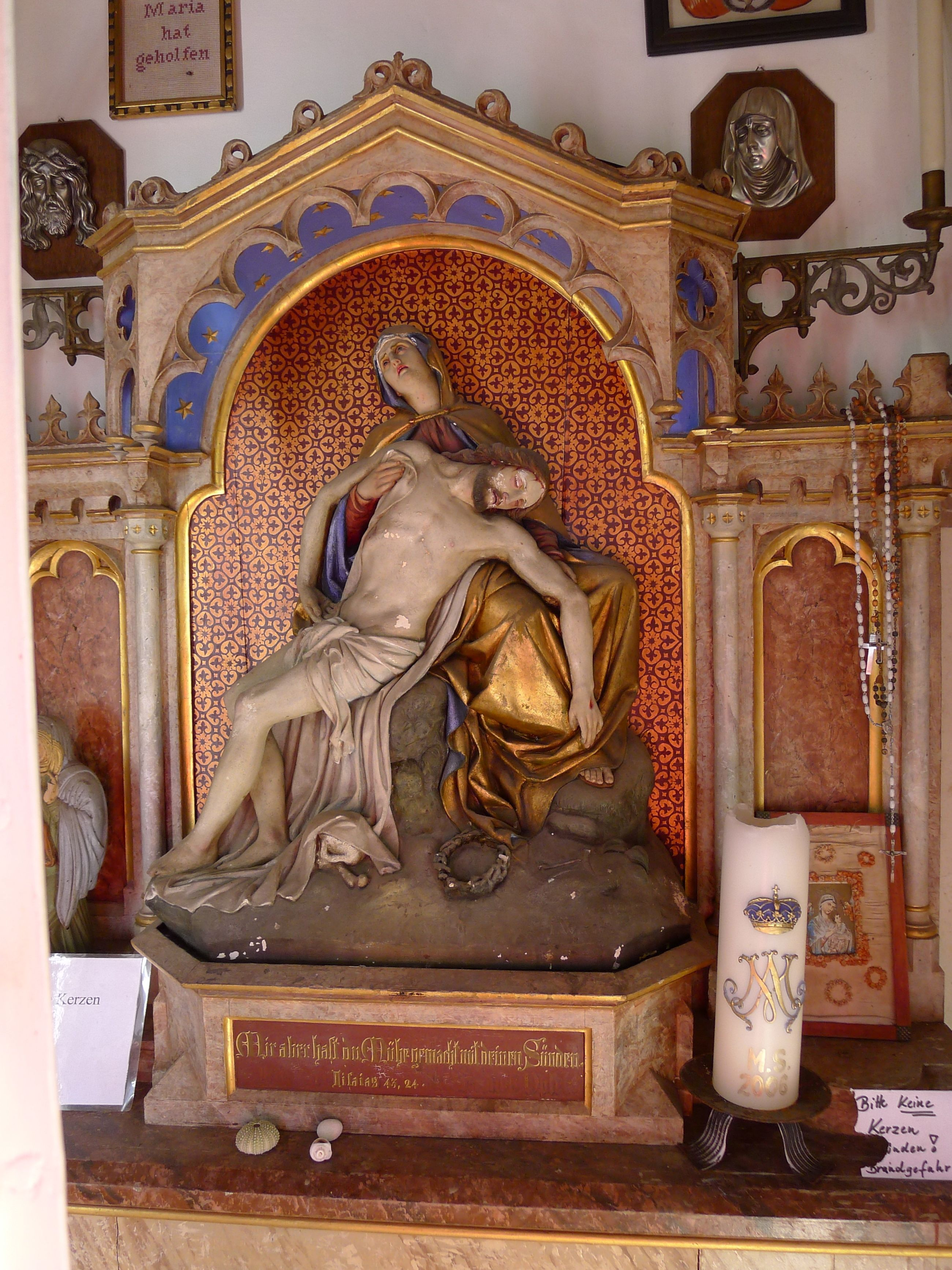
Die Pietà der Kapelle

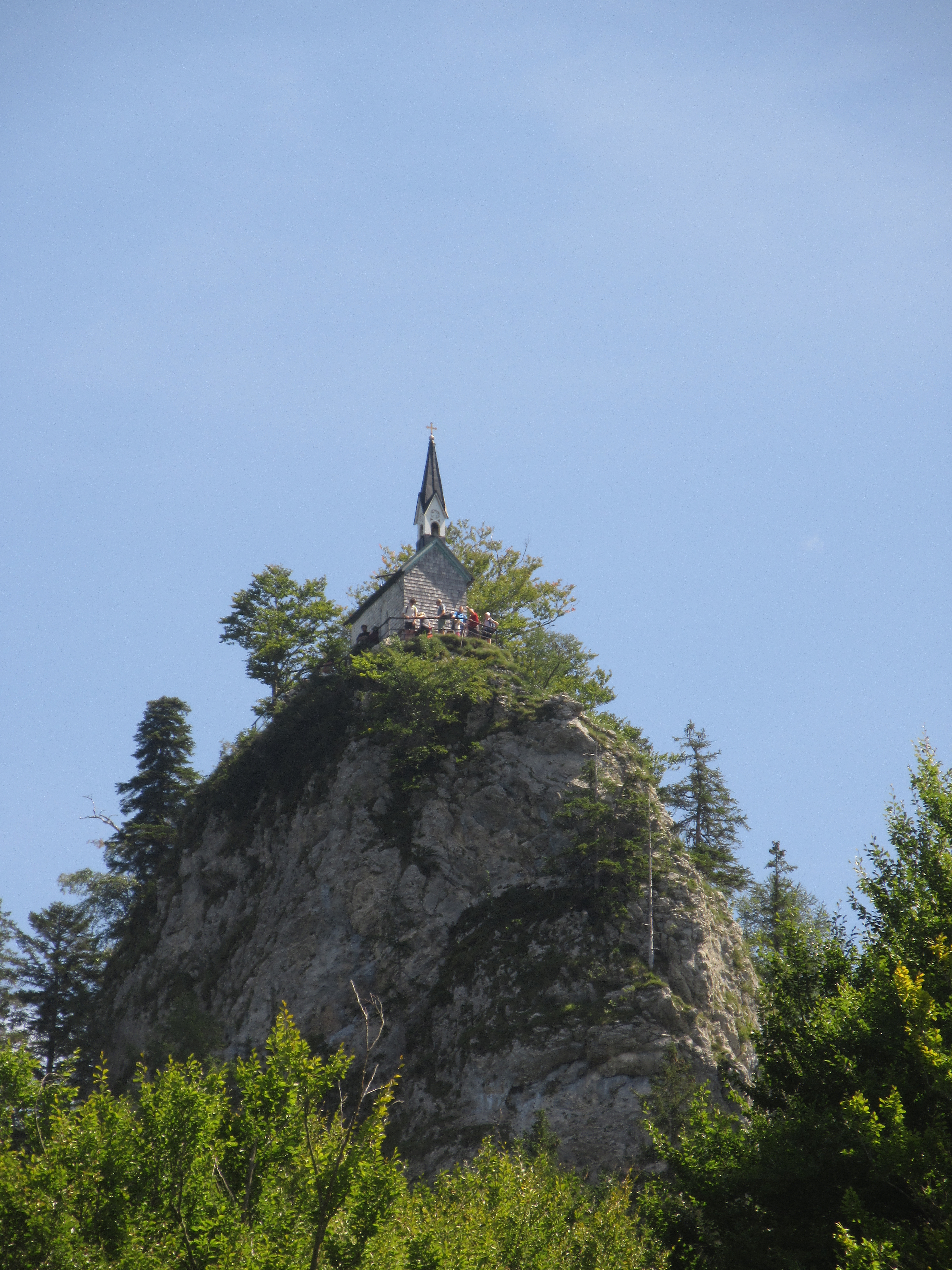
Die Riedersteinkapelle auf der Spitze des Felssporns

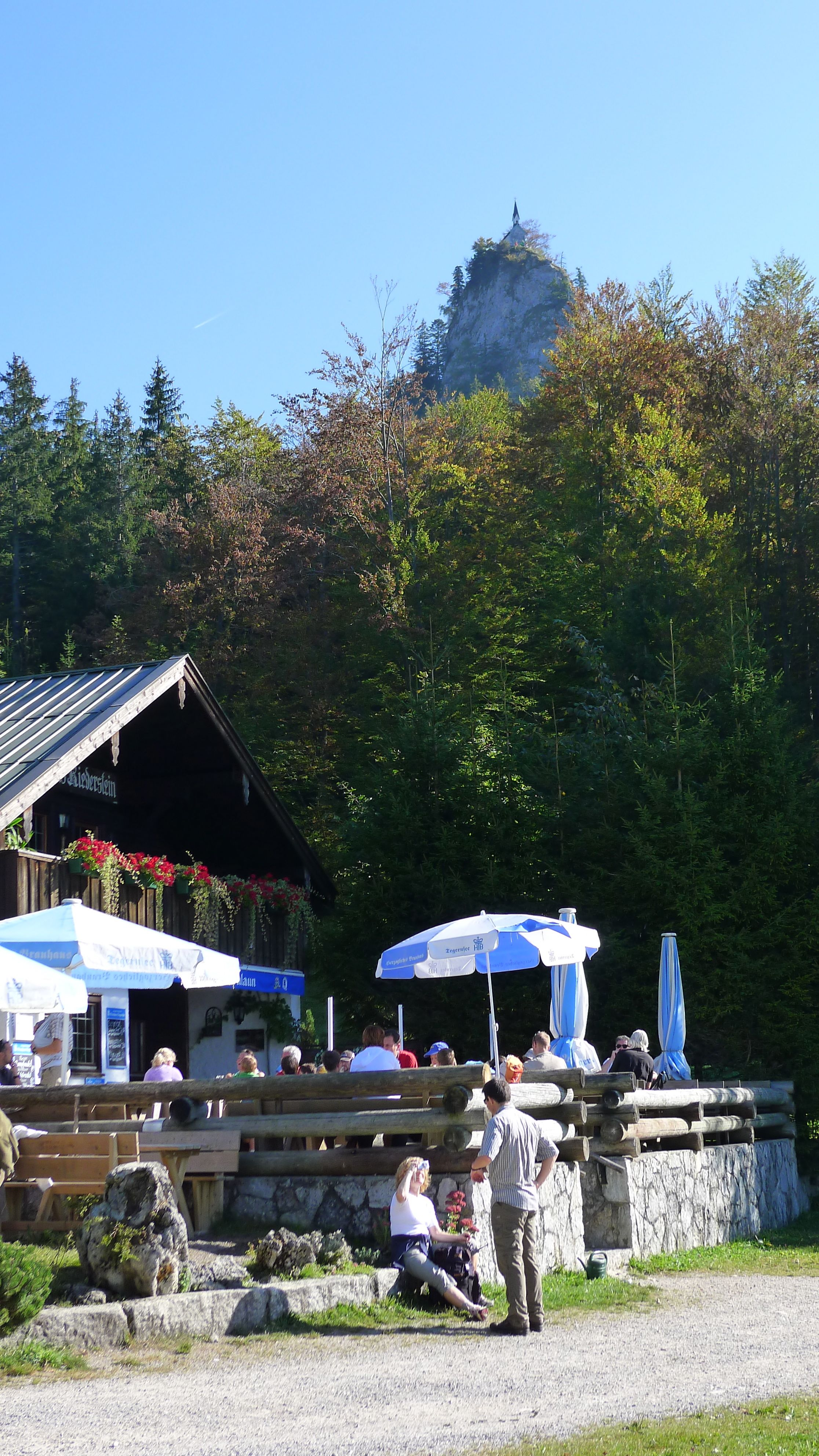
Die Riedersteinkapelle über dem Gasthof Riederstein am Galaun

Die Riedersteinkapelle ist eine kleine neugotische Kapelle auf dem 1207 m hohen Felssporn Riederstein über dem Tegernsee. Der Sporn ragt etwa 150 Meter nahezu senkrecht über den als Galaun bekannten Aussichtspunkt mit Gasthof am Hang der Baumgartenschneid. Von der Kapelle hat man einen weiten Blick auf den Tegernsee und in das Tal der Weissach.

## Beschreibung
Das Bauwerk bietet mit einer Länge von knapp fünf Metern bei unter zwei Metern Breite Platz für etwa zehn bis zwölf Personen. Der einfache Saalbau hat ein Satteldach und einen kleinen spitzen Dachreiter nach Westen und zum Abhang. Der Eingang weist ein Portal mit einem Spitzbogen und einem Bildnis der Maria über der Tür auf. Sie ist als Himmelskönigin mit Zepter und blauem Mantel dargestellt. Darüber ein schmiedeeisernes Vordach.
Der Boden der Kapelle ist mit rotem Tegernseer Marmor belegt, die Seitenwände sind im unteren Drittel mit hellen Steinplatten versehen, darüber waren sie ursprünglich gekalkt. In jede Seitenwand ist eine Gedenktafel eingelassen. Im Raum stehen sechs Kniebänke.
Der Altar ist farblich so gefasst, dass sich sein Holz an den rot-marmorierten Marmor anlehnt. Die Pietà wurde von Johann Wirth, einem Schüler Joseph Schlotthauers, gefertigt, daneben hängen Medaillons mit einer Mater Dolorosa und einem Schmerzensmann. Über dem Altar hängen eine Darstellung der Madonna von Altötting, sowie eine einzelne Votivtafel. Vor dem Altar ist ein schmiedeeisernes Gitter mit Ornamenten und Ringen angebracht.

## Baugeschichte
Ausweislich einer Tafel im Inneren der Kapelle errichtete Josef Hupfauer, Schlossdiener im Schloss Tegernsee, im Jahr 1841/42 einen Vorgängerbau und erweiterte die Kapelle bereits 1850/51. Der heutige Bauzustand wurde 1863/64 erreicht. Damals hat ein Grundbesitzer in Tegernsee namens Altmann die Kosten für das Bauwerk getragen, Joseph Schlotthauer stiftete den Altar.
Eine weitere Tafel im Inneren der Kapelle erzählt davon, dass 1897 Bürger aus Tegernsee den „Verein Riederstein“ gründeten, um den Unterhalt der Kapelle zu sichern. Er betreut bis heute den Weg und die Treppen zur Kapelle. In der Chronik des Vereins sind besondere Gäste der Kapelle festgehalten. So musste der spätere König Johann von Sachsen noch als Kronprinz 1829 vom Riederstein gerettet werden, als er sich beim Sammeln von Pflanzen im Fels verstieg und nicht mehr weiterkam. Im Herbst 1932 kam Adolf Hitler mit „drei engen Parteifreunden“. Aus dem Jahr 1968 sind Julius Kardinal Döpfner und der damalige Münchner Oberbürgermeister Hans-Jochen Vogel bekannt.

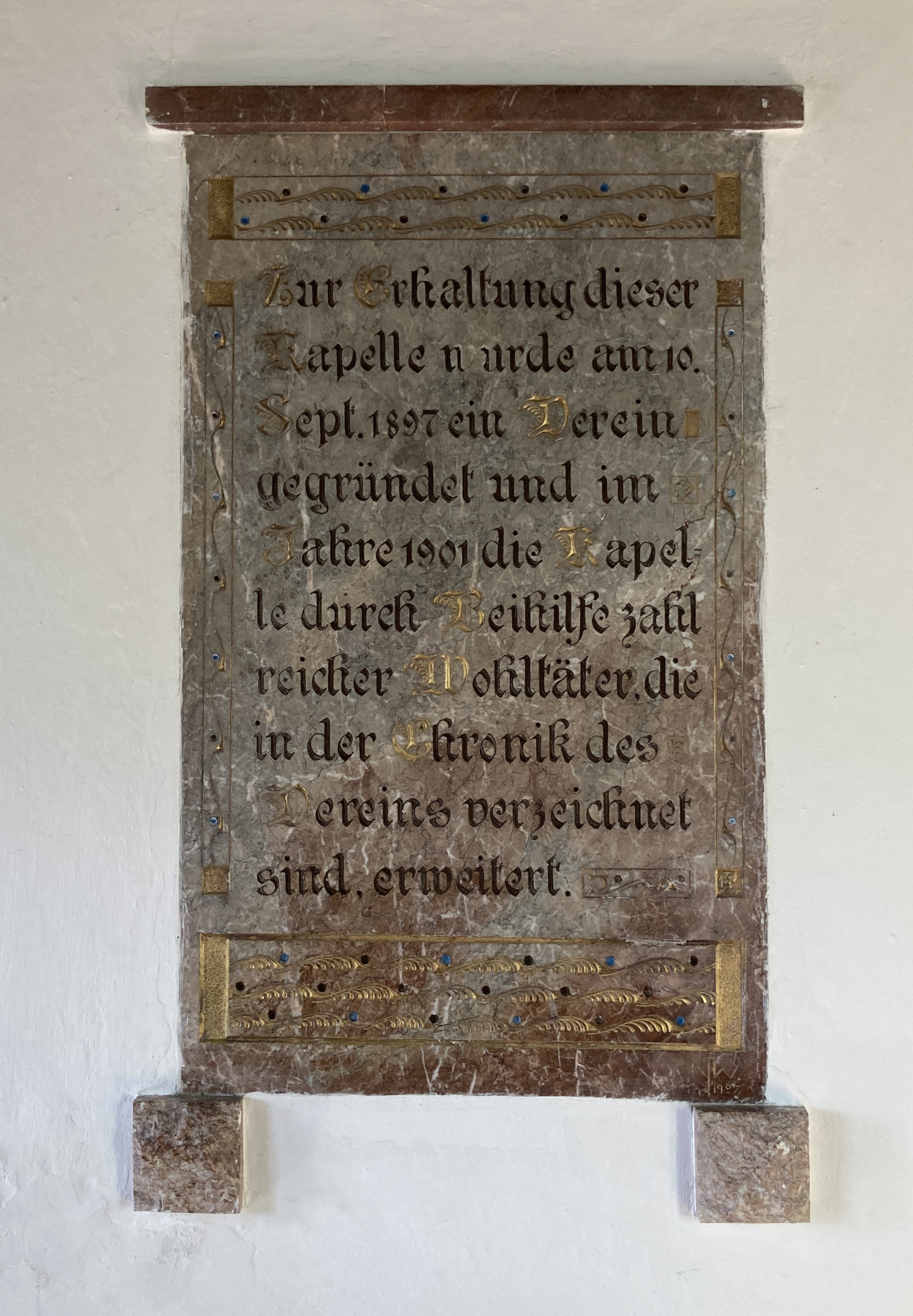
Gedenktafel zum Riederstein-Verein
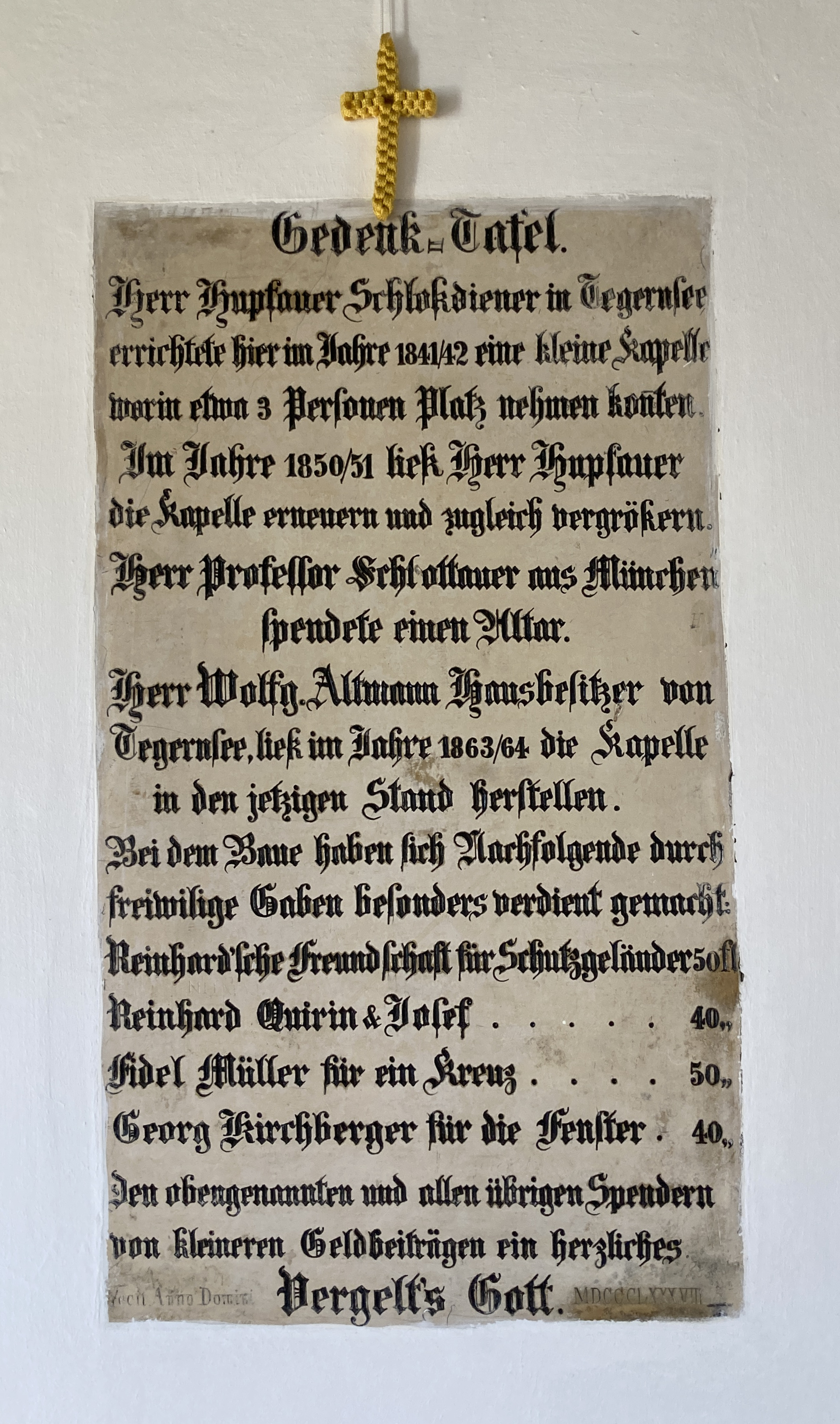
Gedenktafel zur Errichtung der Kapelle
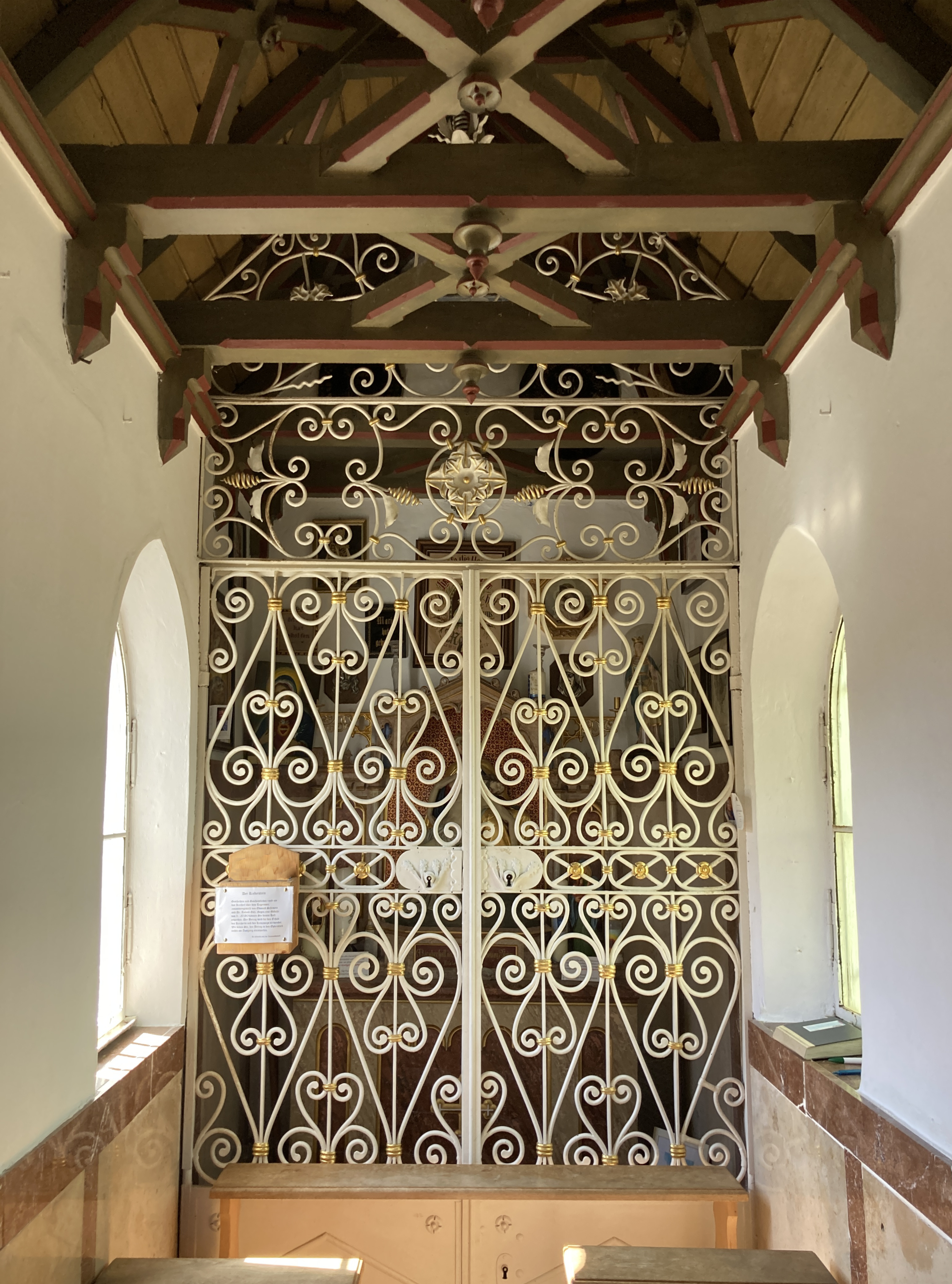
Riedersteinkapelle Innenansicht
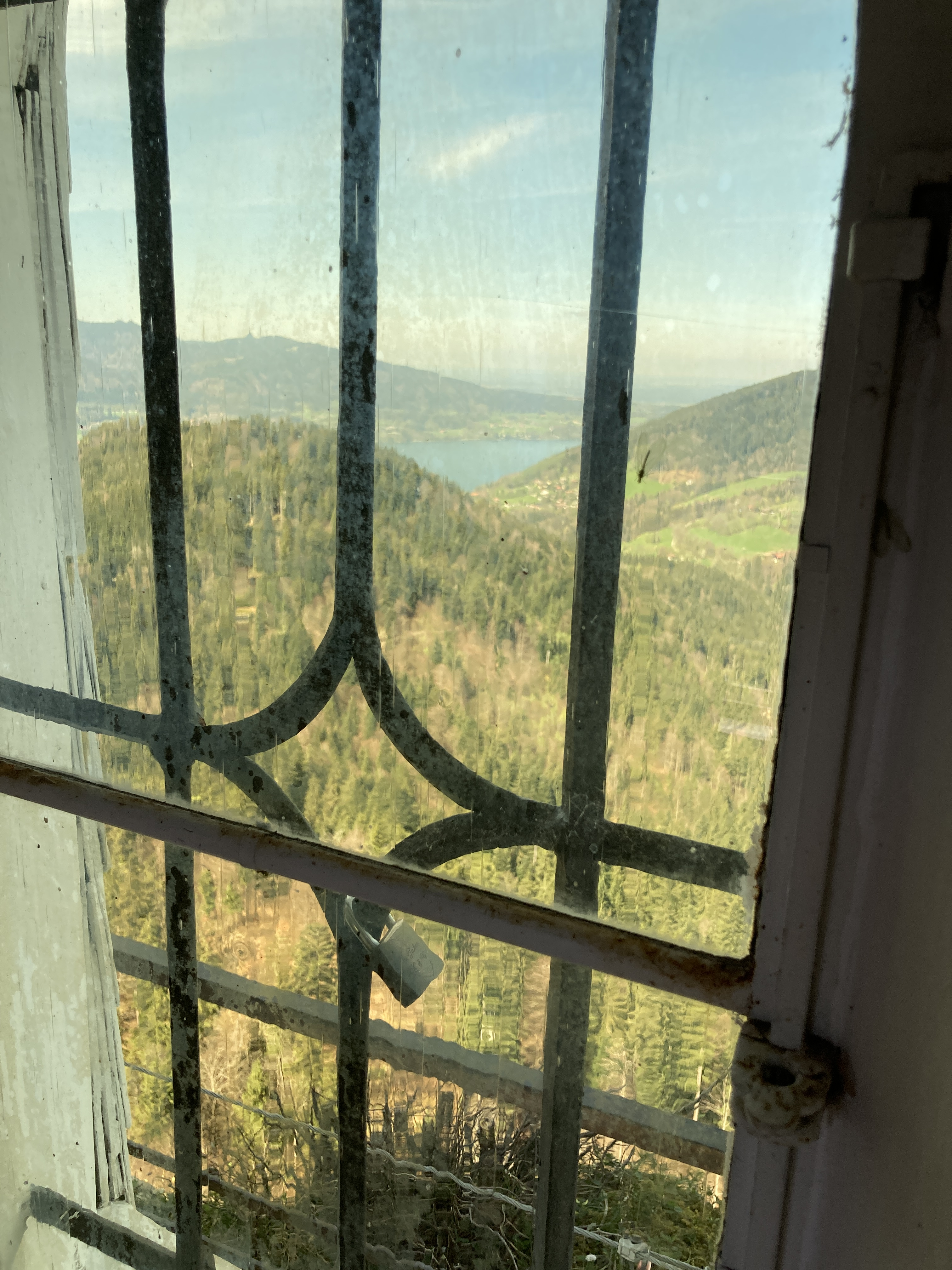
Blick aus Fenster nach Nordwesten
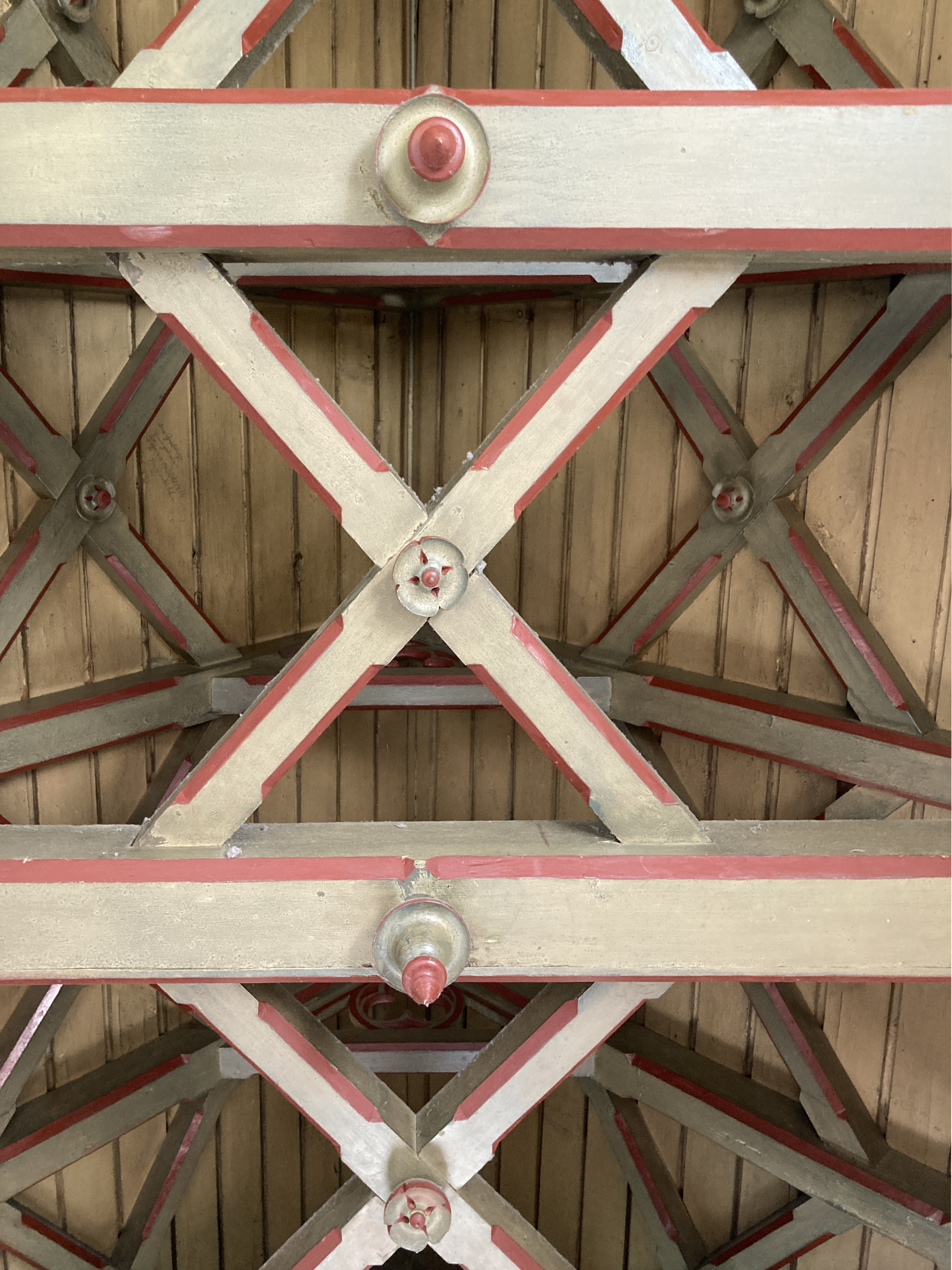
Riedersteinkapelle Dachstuhl

## Kreuzweg
Zur Kapelle führt vom Galaun ein Kreuzweg mit 14 Stationen aus gusseisernen Reliefs im Stil der Volkskunst auf steilem Weg, großteils auf über 500 Treppenstufen. Die heutigen Kreuzweg-Tafeln sind aus der Mitte des 19. Jahrhunderts und wurden 1902 renoviert.

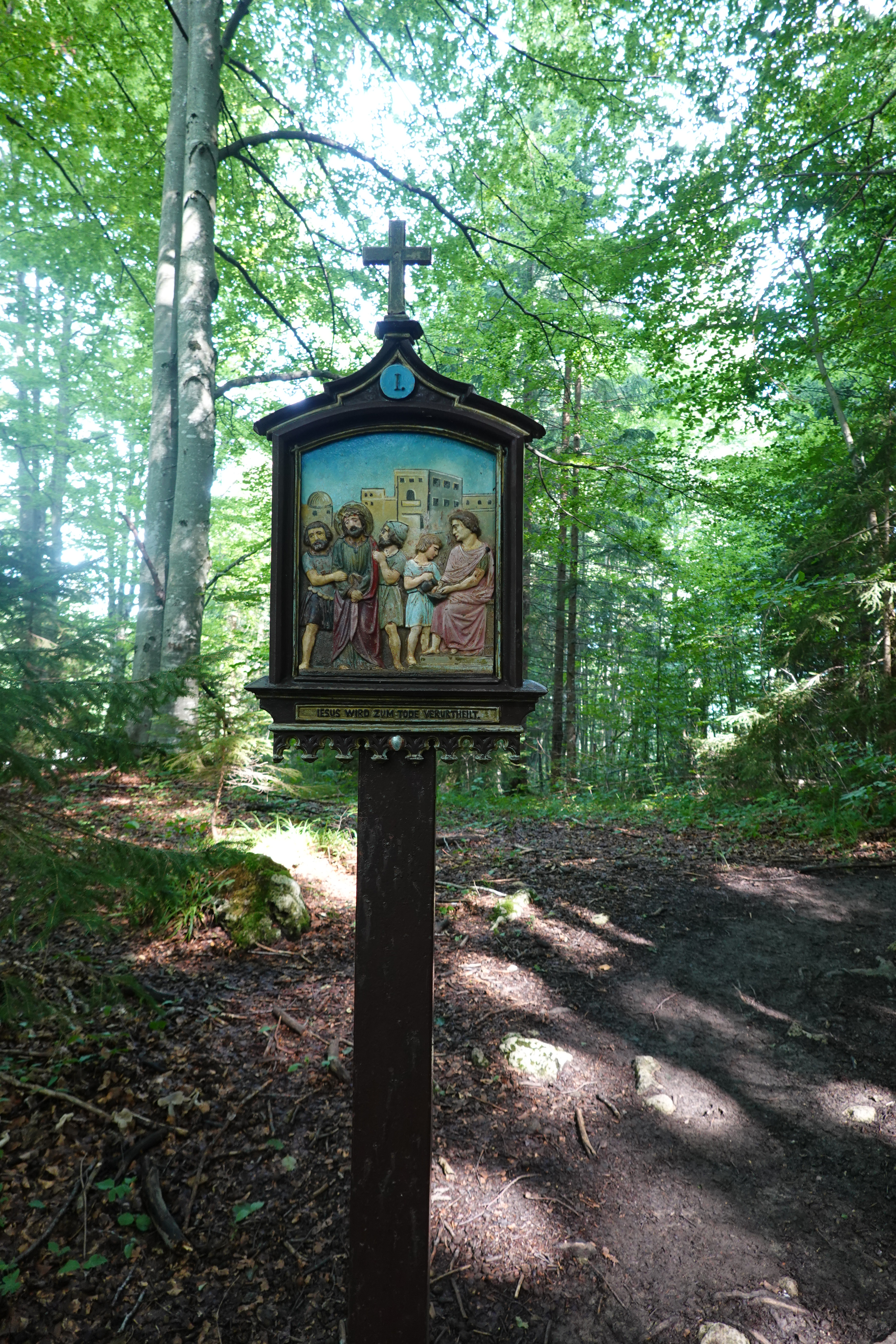
Kreuzwegstation I
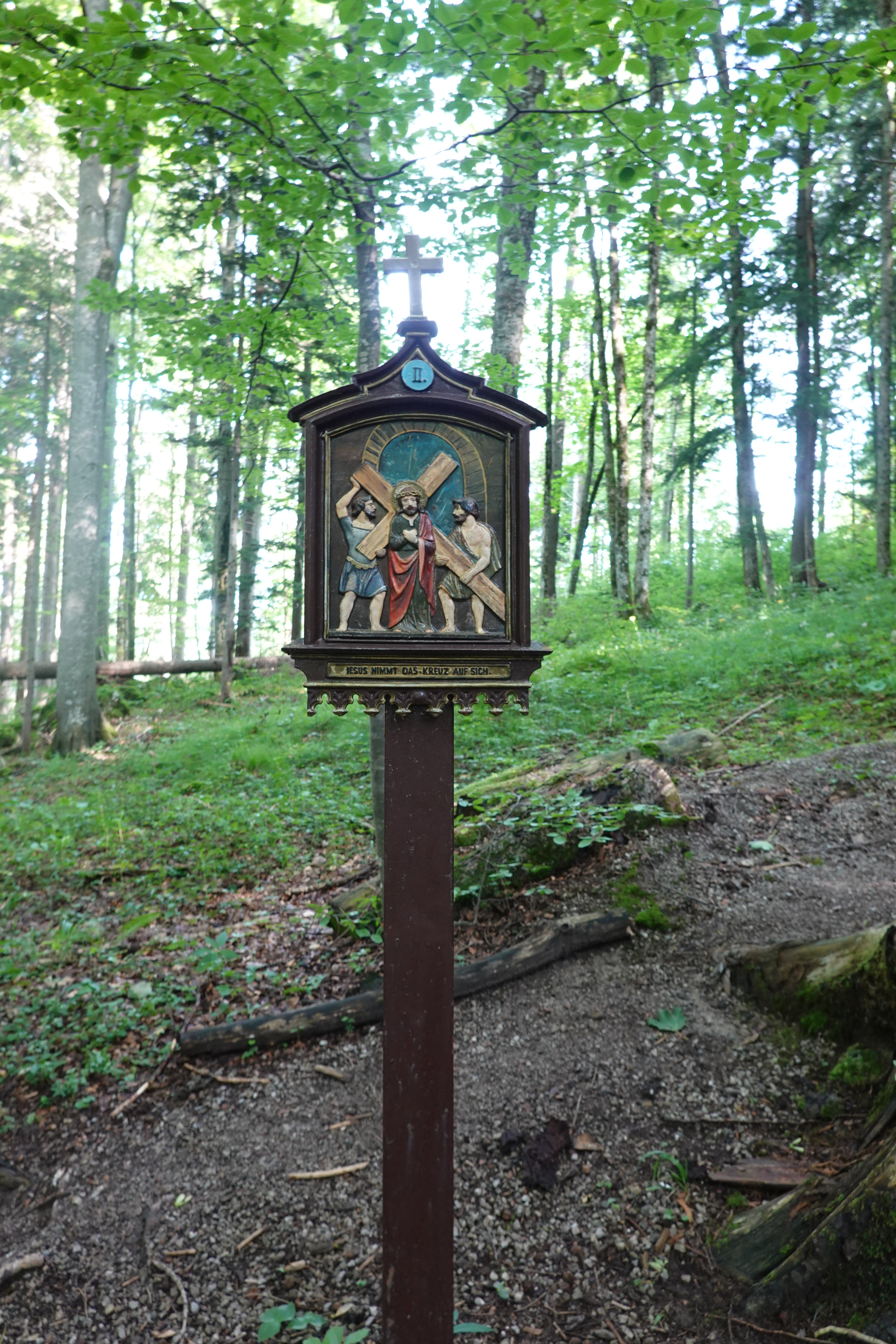
Kreuzwegstation II
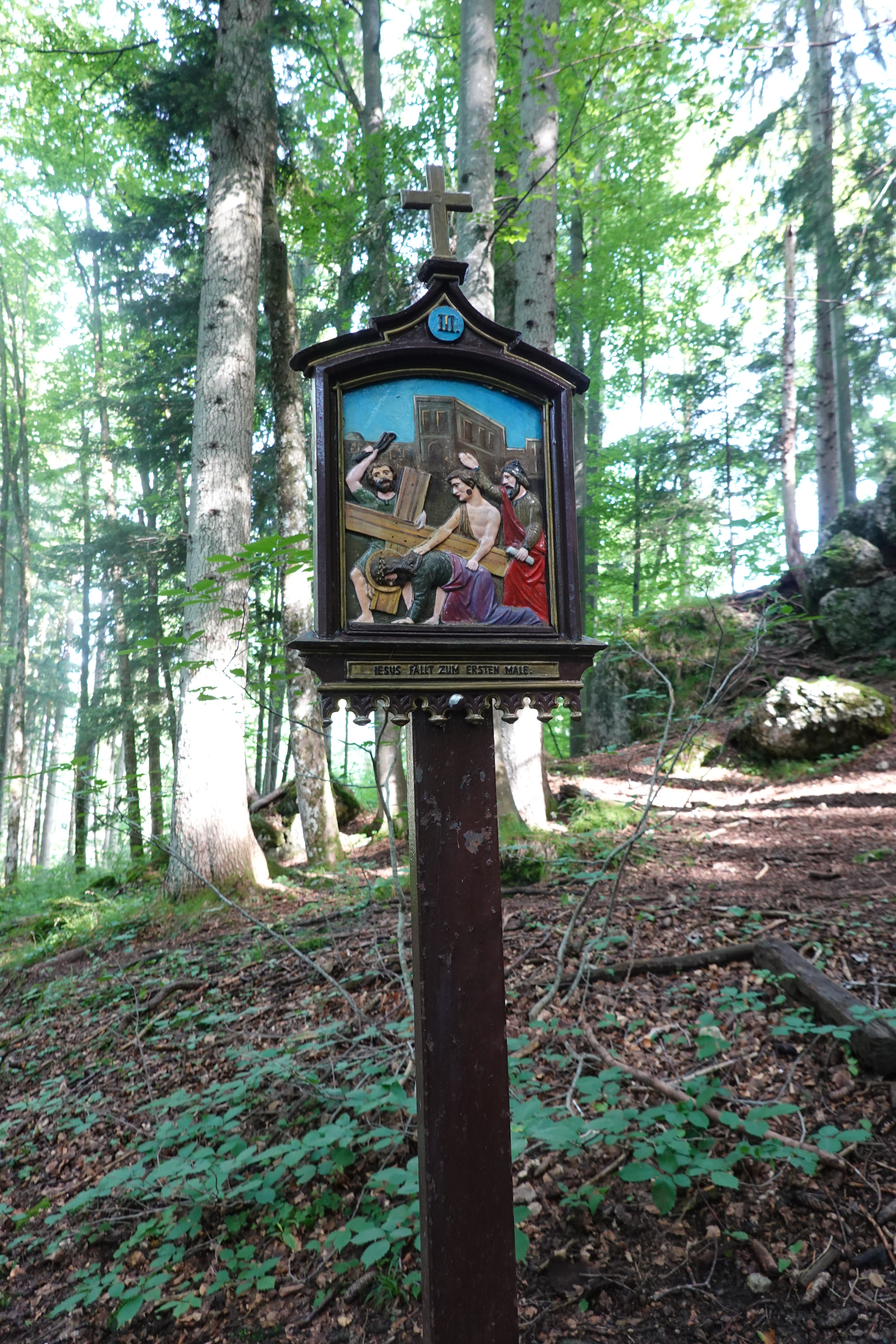
Kreuzwegstation III
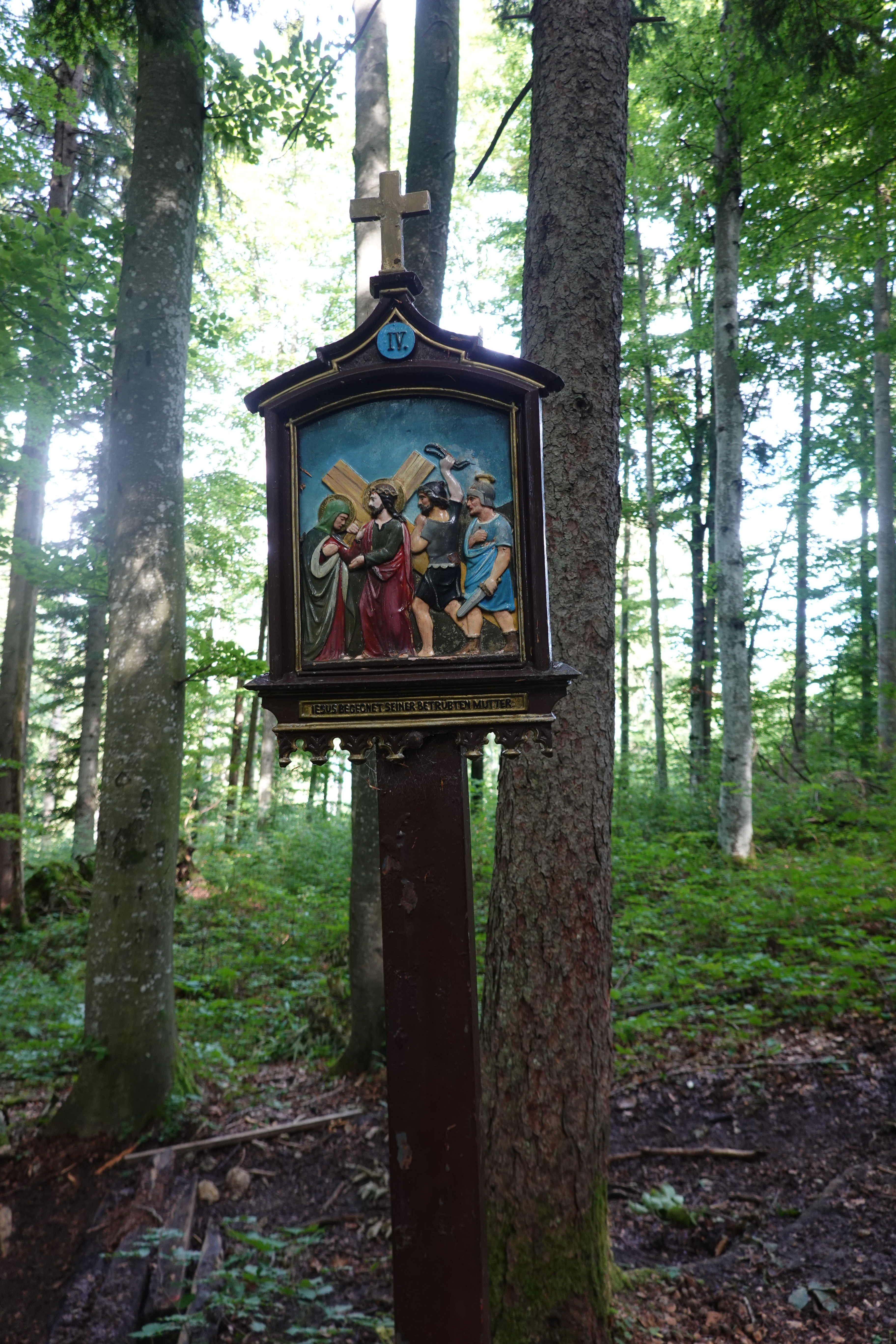
Kreuzwegstation IV
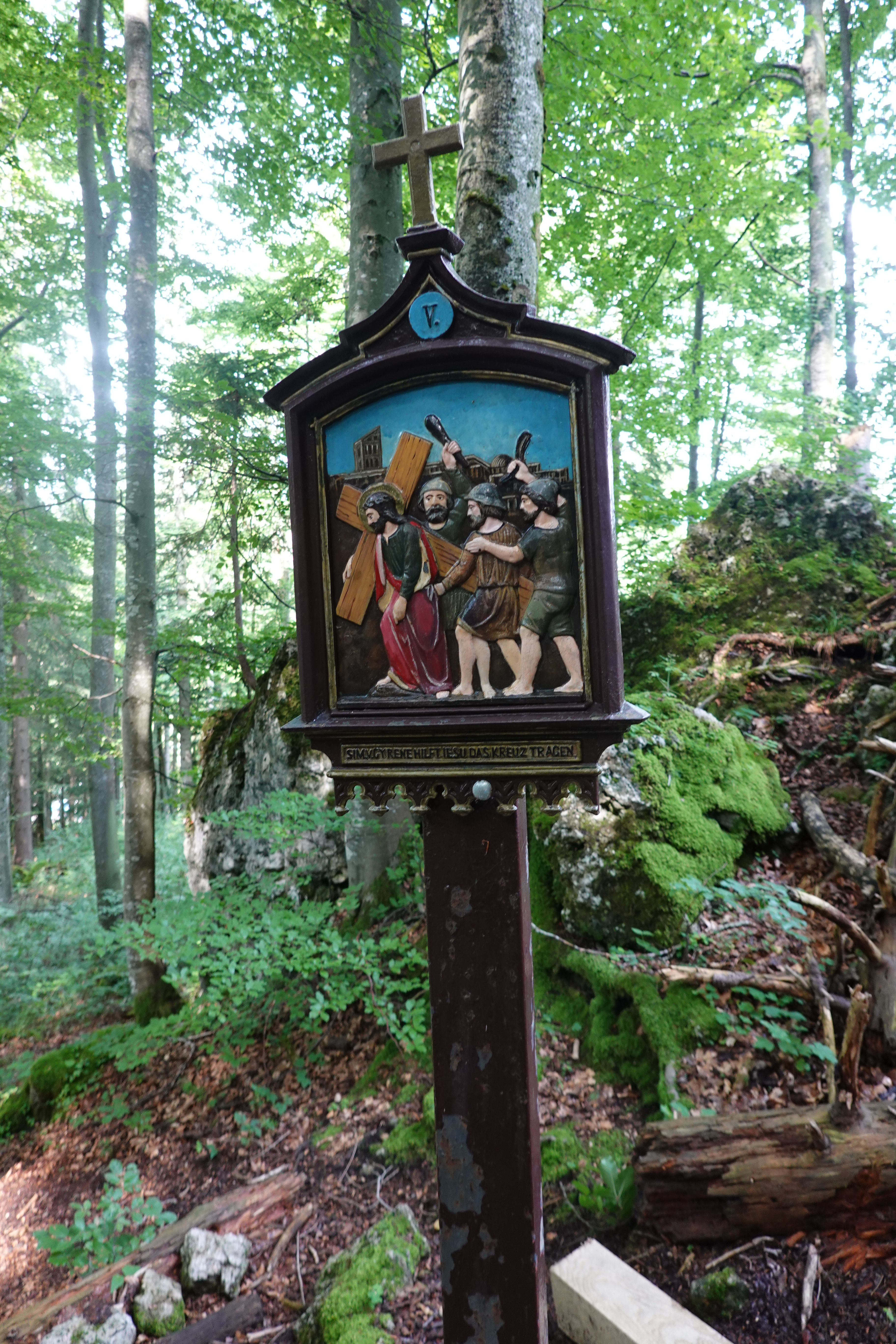
Kreuzwegstation V
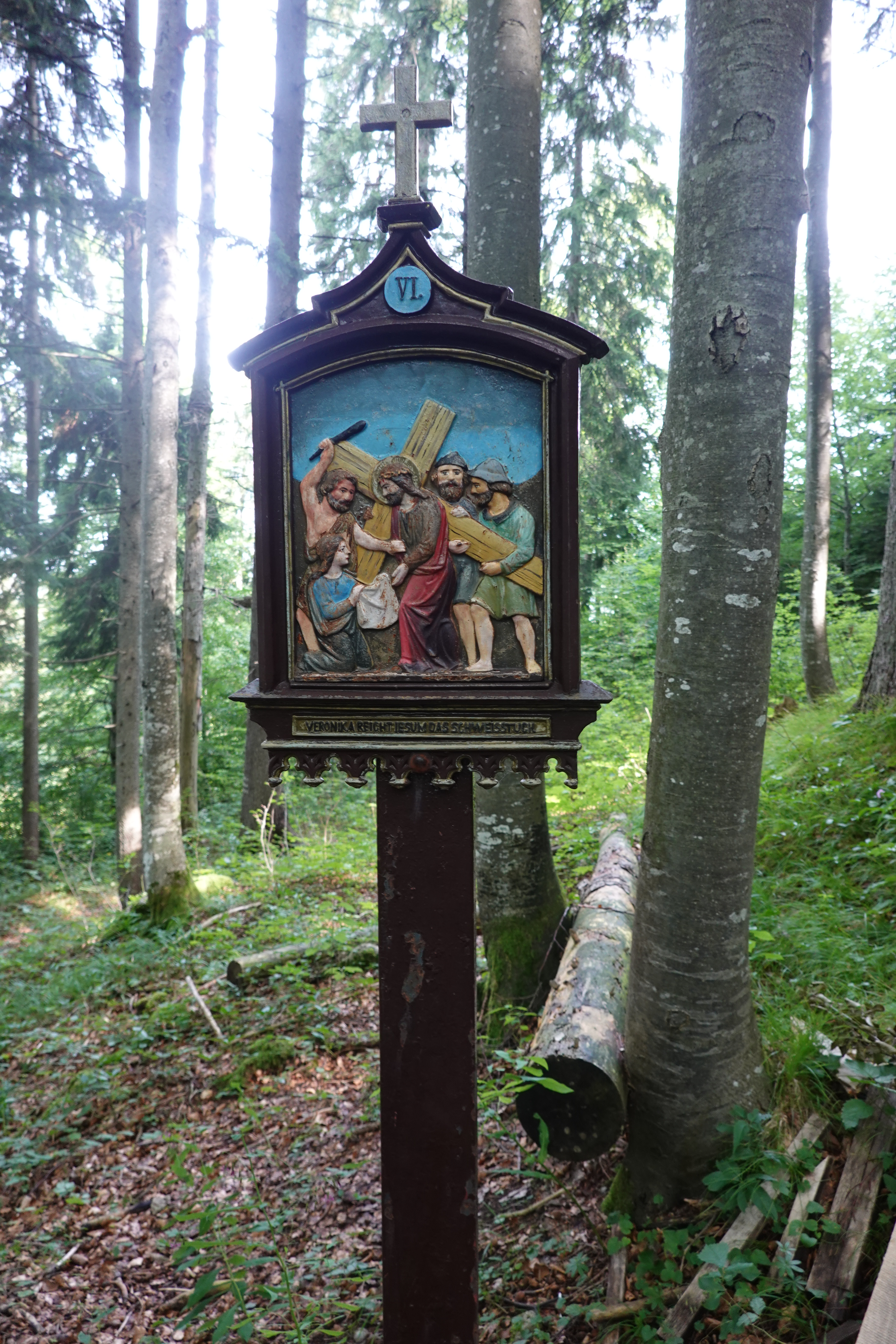
Kreuzwegstation VI
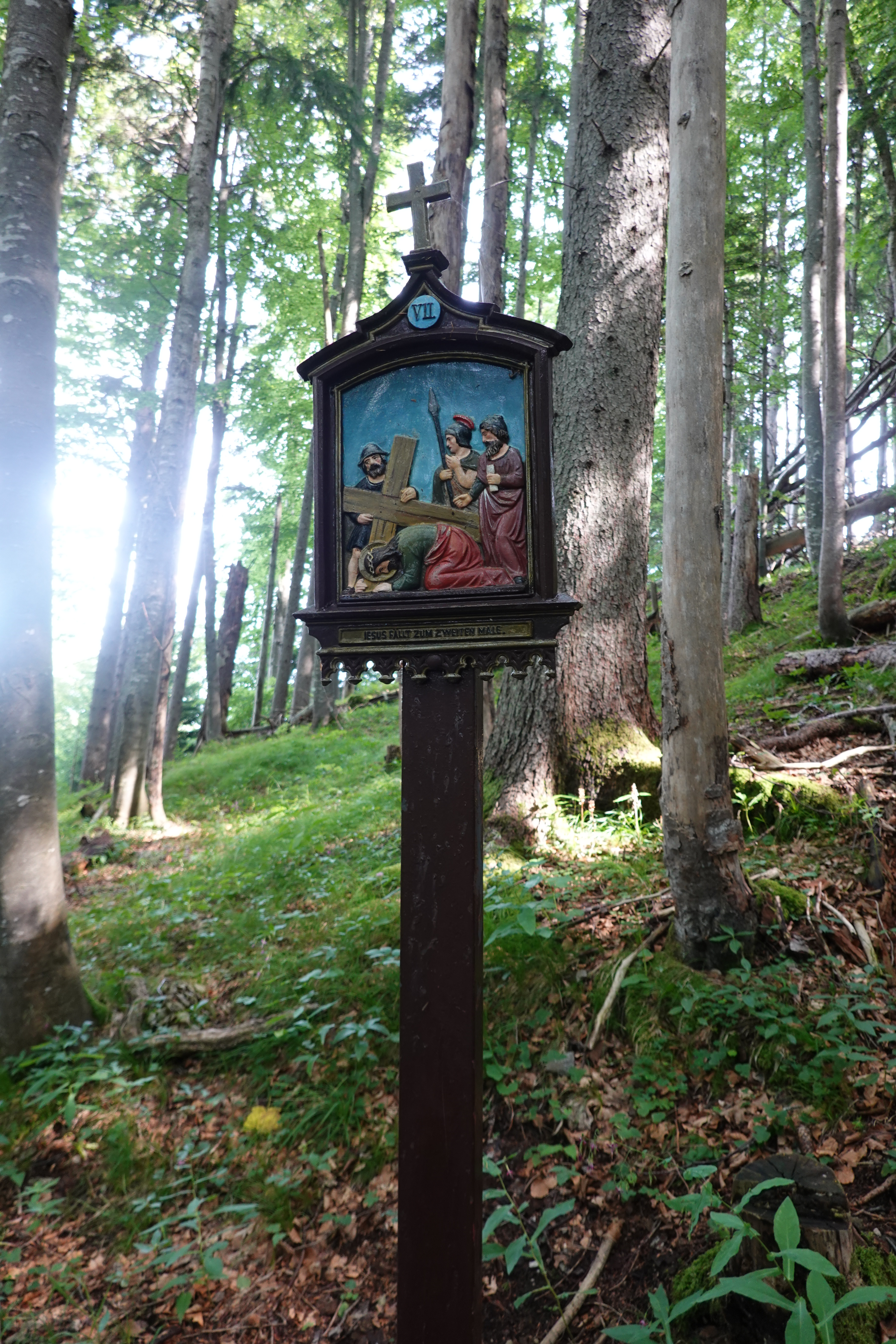
Kreuzwegstation VII
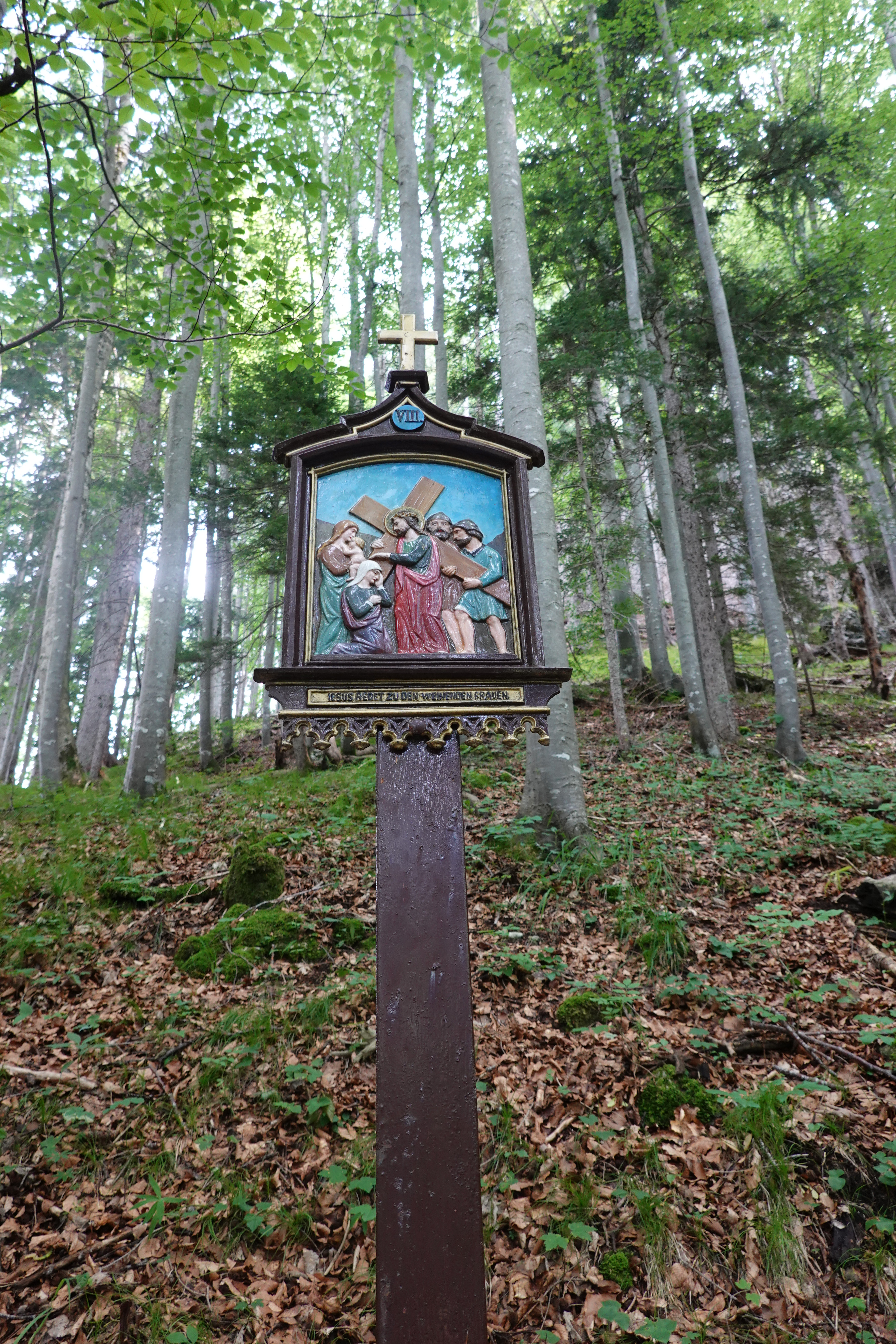
Kreuzwegstation VIII
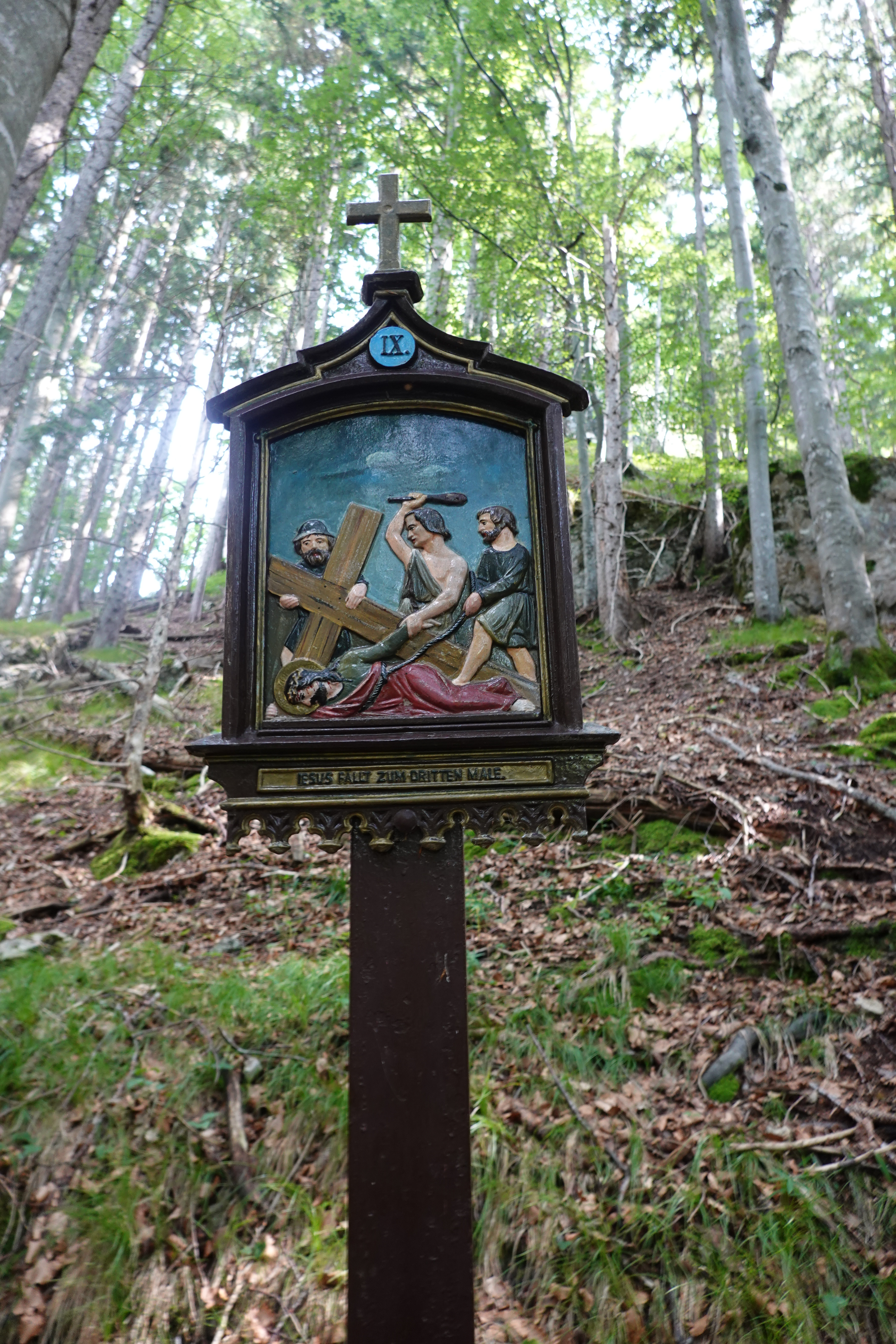
Kreuzwegstation IX
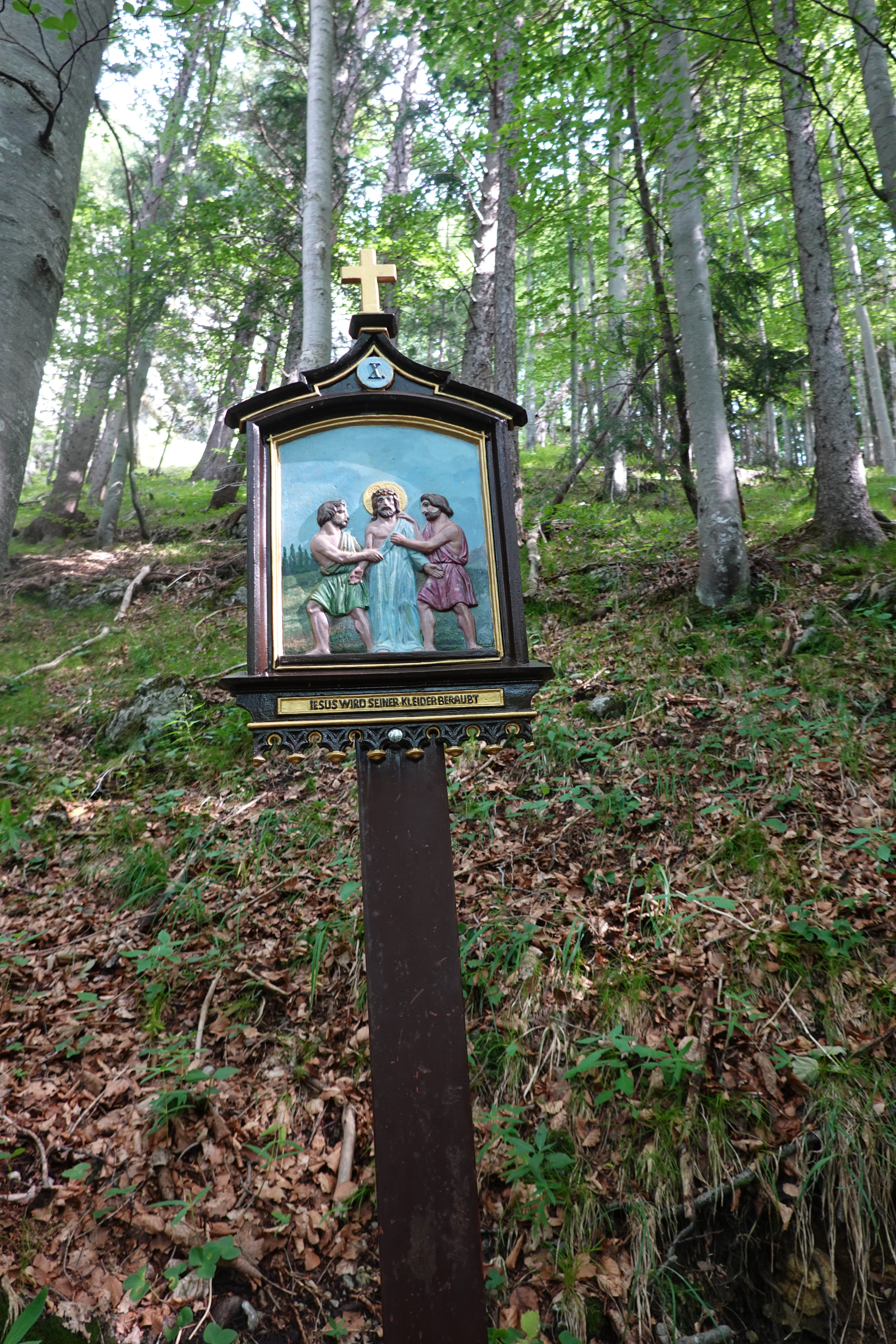
Kreuzwegstation X
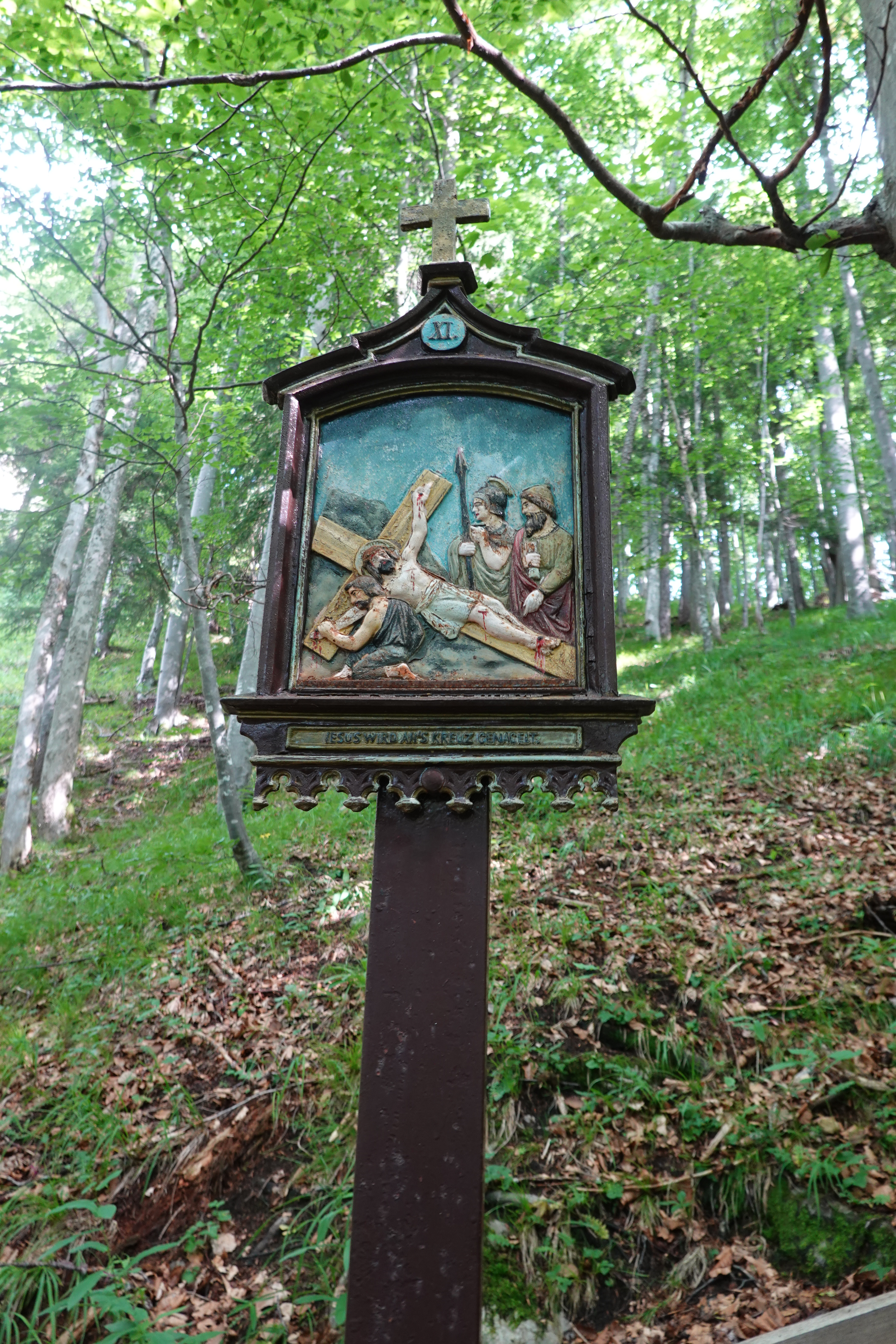
Kreuzwegstation XI
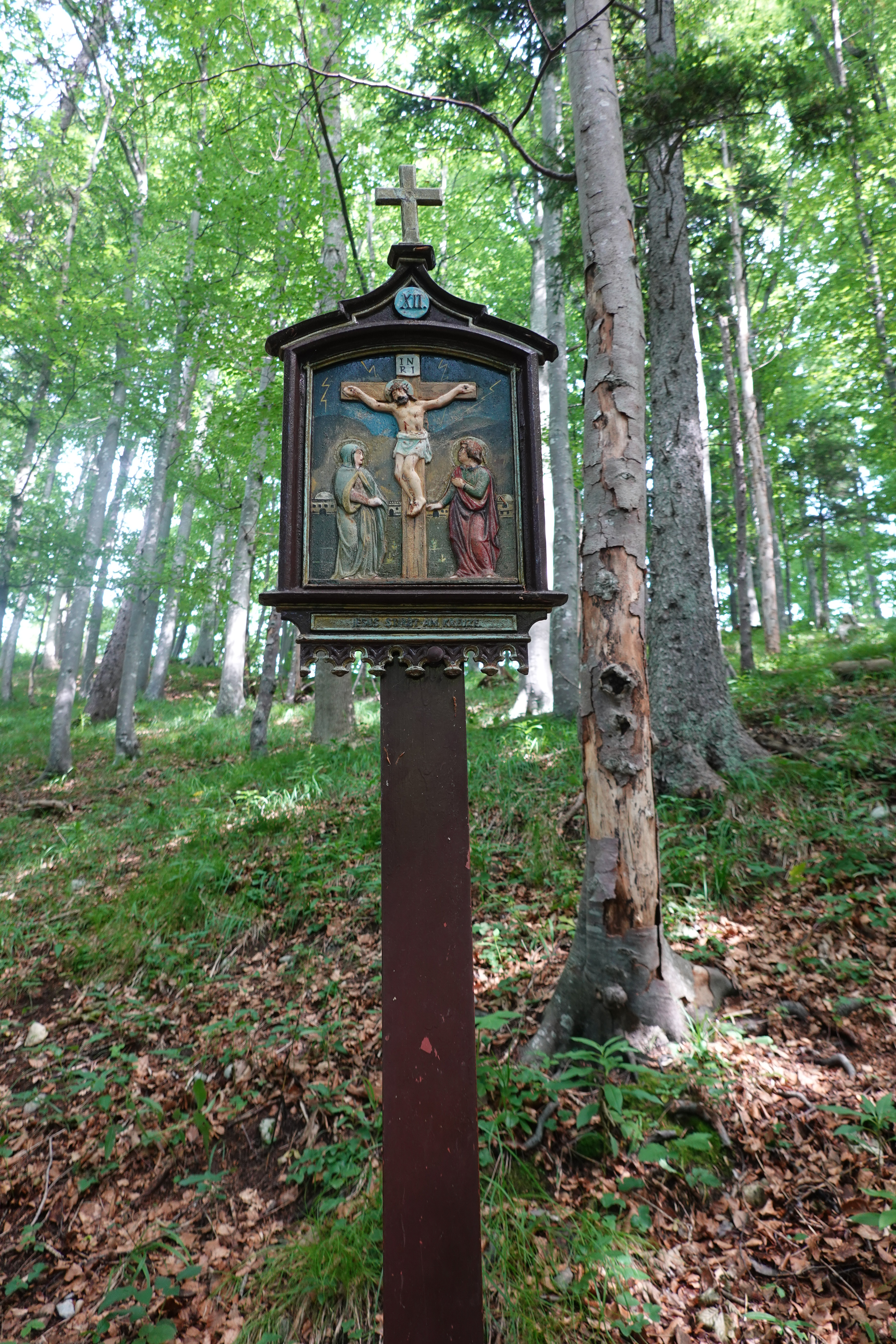
Kreuzwegstation XII
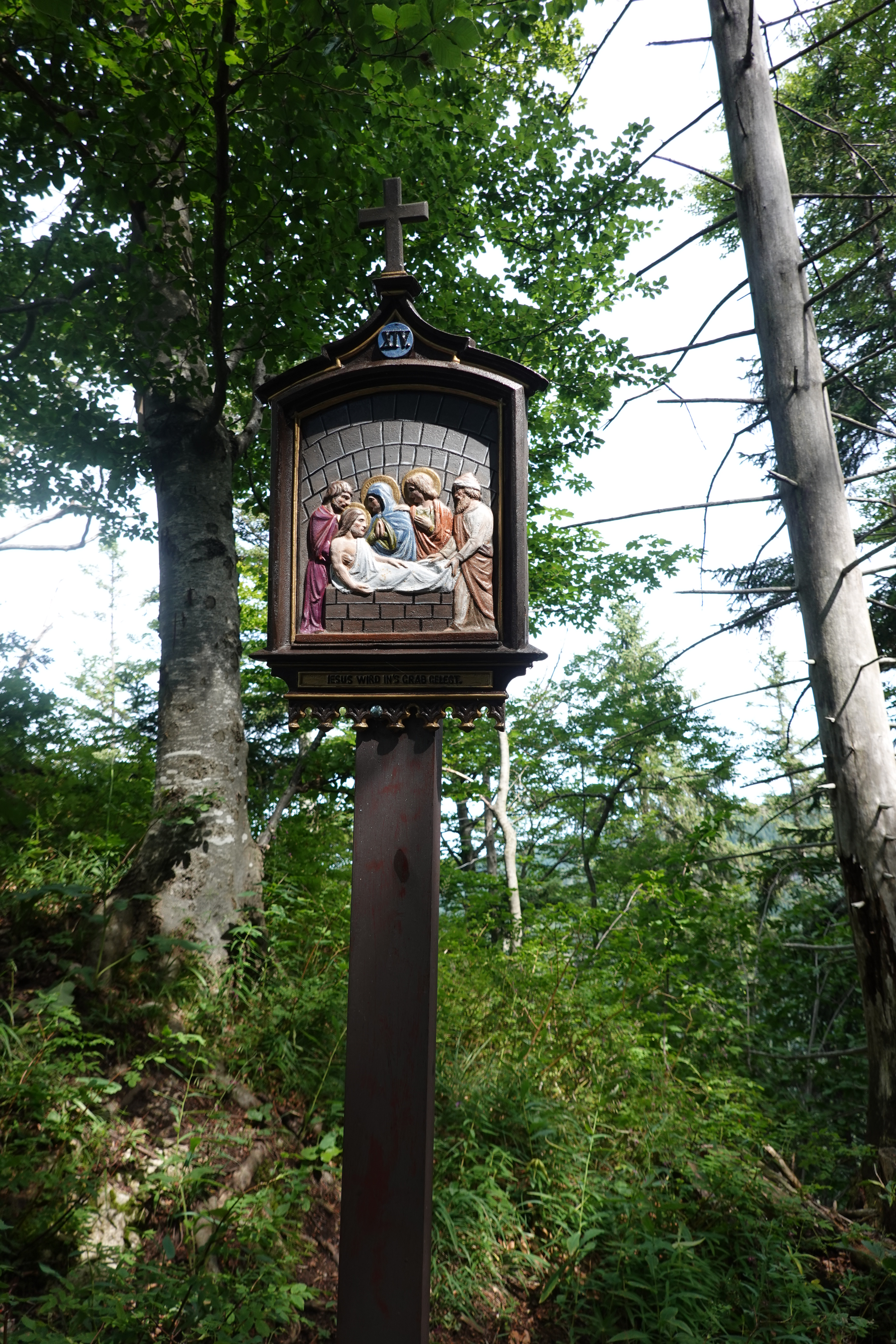
Kreuzwegstation XIII
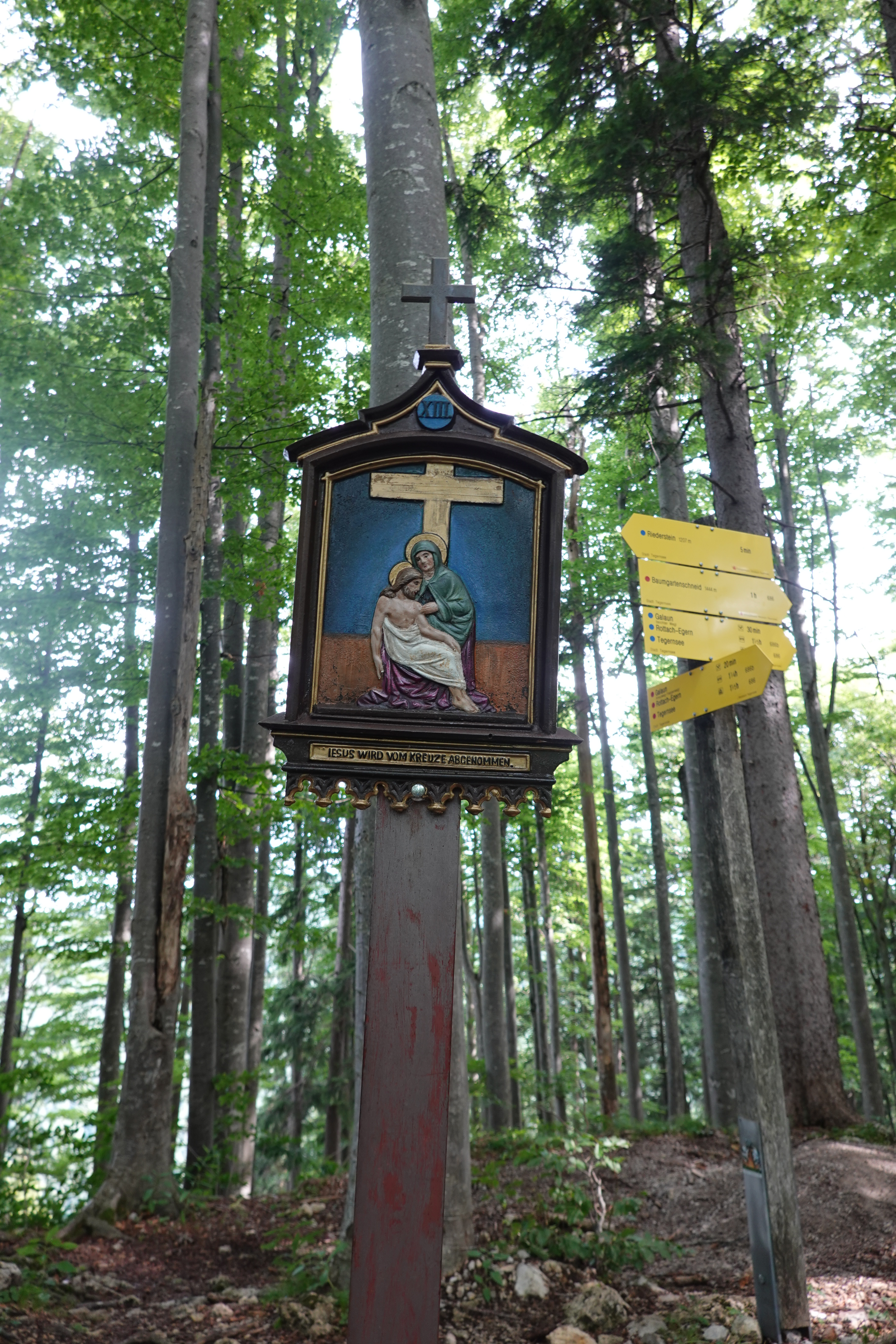
Kreuzwegstation XIV

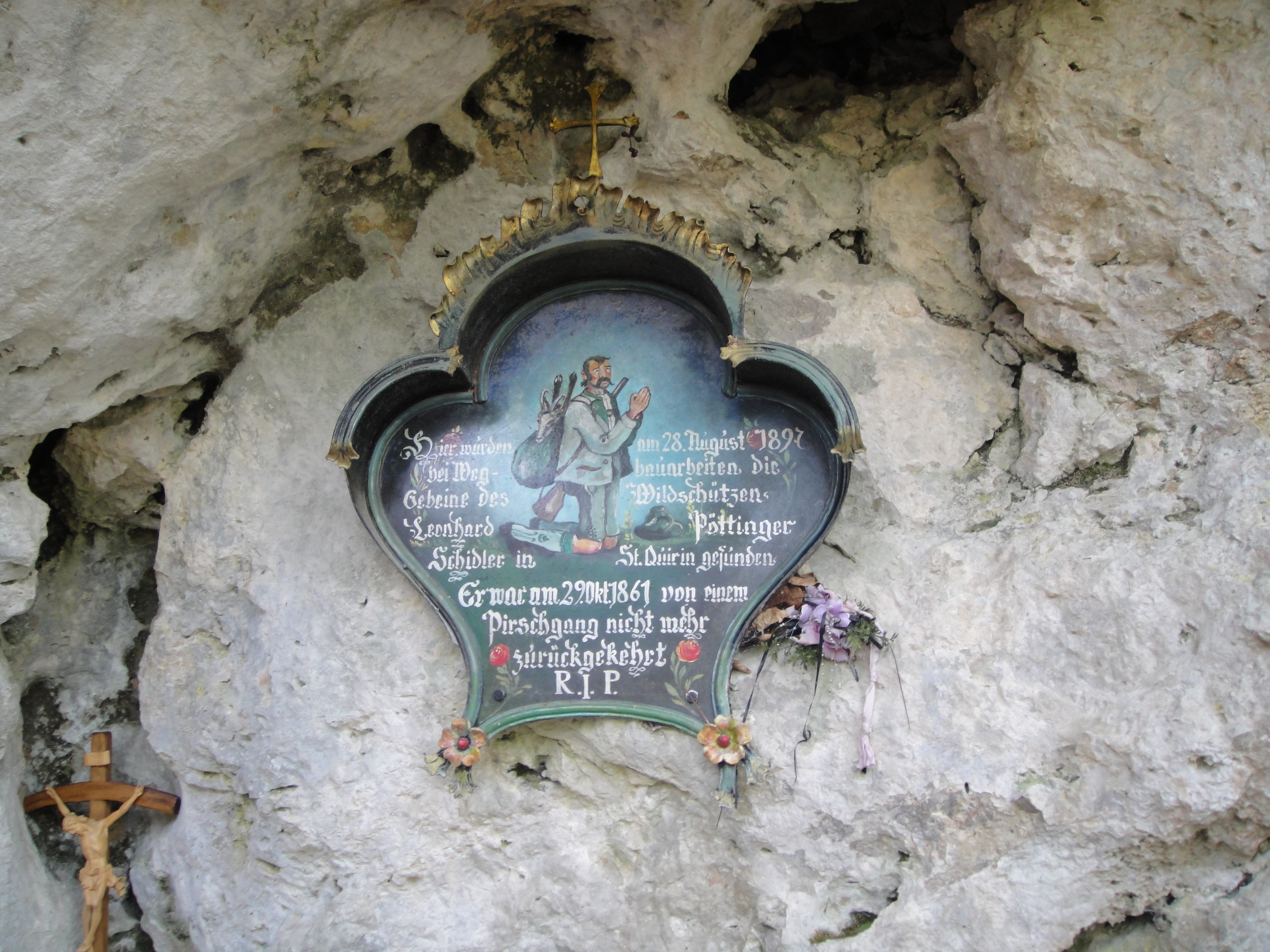
Gedenktafel für den Wilderer Leonhard Pöttinger am Weg zur Kapelle

Der Weg passiert eine Grotte, in der beim Bau des Kreuzwegs die Gebeine eines schon 1861 verschwundenen Wilderers namens Leonhard Pöttinger aus St. Quirin gefunden wurden. An ihn erinnert heute eine Gedenktafel.

## Ortslegende
Im Tegernseer Tal wird die Kapelle als Votivkirche interpretiert. Eine Ortssage berichtet, dass ein Jäger auf dem Felssporn einem Bären begegnete. Er konnte noch auf das Tier schießen, bevor dieser ihn angriff. Beide stürzten über die Klippe. Der Jäger überlebte, weil er auf den Körper des Bären fiel. Zum Dank gelobte er den Bau der Kapelle. Nach einer alternativen Variante hätte der Bauer des nahe gelegenen Leeberghofes die Kapelle errichten lassen, aus Dank, dass sein Vieh, das sich auf den Riedersteinsporn verirrt hatte, heil wieder herab kam.

## Denkmalschutz
Die Riedersteinkapelle steht unter Denkmalschutz und ist unter dem Aktenzeichen D-1-82-132-79 in der Denkmalliste des Bayerischen Landesamtes für Denkmalpflege erfasst. Auch der Kreuzweg mit 14 gusseisernen, farbig gefassten Kreuzwegstationen steht unter Denkmalschutz und ist unter dem Aktenzeichen D-1-82-132-79 in der Denkmalliste des Bayerischen Landesamtes für Denkmalpflege erfasst.